# Eric Jones
Eric Jones (* 1935) je velšský horolezec. Vyrůstal na farmě nedaleko severovelšského města Ruthin a docházel do školy Ysgol Brynhyfryd. S horolezectvím začal ve svých šestadvaceti letech. Zpočátku lezl ve velšském pohoří Snowdonia, později odjížděl i do Itálie. V roce 1970 spolu se třemi dalšími horolezci absolvoval výstup na Eiger (severní stěnou). V roce 1981 se sem vrátil sám a absolvoval první britský sólový výstup na stěnu. Dvakrát se pokusil vylézt na Mount Everest bez použití kyslíkového přístroje. Dále například seskočil padákem z východní stěny patagonské hory Cerro Torre. Některé jeho výstupy zaznamenal Leo Dickinson do filmu.